# Депа Наталія Романівна
Наталія Романівна Депа (позивний «Вітамінка»; 1 вересня 1992, м. Львів — 9 липня 2023, Бахмутський район) — українська військоволужбовиця, молодший сержант 125 ОБрТрО, бойова медикиня. Нагороджена орденом «За мужність» ІІІ ступеня посмертно

## Життєпис
Народилася в 1992 році в місті Львів.
Гарно вчилася в школі, успішно склала ЗНО та вступила на бюджет у Львівський національний університет ветеринарної медицини та біотехнологій імені Степана Ґжицького.  Отримавши спеціальність ветеринара, була хірургом й рятувала чотирилапих. Згодом здобула другу вищу освіту — лікаря-косметолога та відкрила свій власний косметичний центр.
Люди їхали не лише з інших міст, а й з-за кордону. Вона постійно опановувала щось нове у своїй галузі, придбала дороге та передове обладнання.
Ще під час Революції гідності, будучи студенткою, у гарнізонному храмі Петра і Павла Наталія займалася волонтеркою (сортувала медикаменти, які передавали на Київ). Часто з батьком та молодшим братом їздила на військово-патріотичні вишколи і поглиблено вивчала бойову медицину.
Із початком повномасштабного вторгнення брат Наталі, який закінчив Хмельницьку академію прикордонних військ долучився у новостворену 125-ту бригаду територіальної оборони Львова. Батько також долучився і одного разу скзаав по телефону Наталі, що не вистачає бойових медиків в бригаді. Тоді Наталія записалася у добровольці разом із братом та батьком та закрила свій салон.
Свій бойовий шлях дівчина розпочала в Харківській області. Далі був захист Сумщини, Донеччини. У складі 218 окремого батальйону рятувала оборонців у Бахмуті, Часовому Яру, Костянтинівці. Була керівником фельдшерського пункту. Рятувала, і витягувала найважчих поранених.
Служила бойовою медикинею 218 окремого батальйону 125 ТрО.
Наприкінці січня батько Нааталії отримав поранення і після лікування за станом здоров'я був комісований.
За три тижні до смерті Наталія провідала батька, оскільки йому знову стало зле.

## Загибель
Загинула 9 липня 2023, виконуючи бойове завдання, на Бахмутському напрямку. Похорон відбувся 13 липня 2023 у гарнізонному храмі Петра і Павла, саме там, де ще студенткою вона волонтерила.
Залишилися батьки та брат, який у званні офіцера продовжує захищати Україну у складі ДПСУ.

## Нагороди
- Орден «За мужність» ІІІ ступеня (22 грудня 2023, посмертно) — за особисту мужність, виявлену у захисті державного суверенітету та територіальної цілісності України, самовіддане виконання військового обов'язку[1].